# Saint-Nizier-le-Désert
Saint-Nizier-le-Désert és un municipi francès situat al departament de l'Ain i a la regió d'Alvèrnia-Roine-Alps. L'any 2007 tenia 841 habitants.

## Demografia

### Població
El 2007 la població de fet de Saint-Nizier-le-Désert era de 841 persones. Hi havia 300 famílies de les quals 48 eren unipersonals (28 homes vivint sols i 20 dones vivint soles), 92 parelles sense fills, 136 parelles amb fills i 24 famílies monoparentals amb fills.
La població ha evolucionat segons el següent gràfic:
Habitants censats

### Habitatges
El 2007 hi havia 336 habitatges, 301 eren l'habitatge principal de la família, 15 eren segones residències i 20 estaven desocupats. 318 eren cases i 17 eren apartaments. Dels 301 habitatges principals, 230 estaven ocupats pels seus propietaris, 67 estaven llogats i ocupats pels llogaters i 4 estaven cedits a títol gratuït; 4 tenien una cambra, 13 en tenien dues, 37 en tenien tres, 94 en tenien quatre i 153 en tenien cinc o més. 273 habitatges disposaven pel capbaix d'una plaça de pàrquing. A 97 habitatges hi havia un automòbil i a 194 n'hi havia dos o més.

### Piràmide de població
La piràmide de població per edats i sexe el 2009 era:
| Homes | Edats   | Dones |
| ----- | ------- | ----- |
| 0     | 95 o +  | 0     |
| 0     | 90 a 94 | 0     |
| 0     | 85 a 89 | 0     |
| 4     | 80 a 84 | 12    |
| 4     | 75 a 79 | 4     |
| 12    | 70 a 74 | 12    |
| 4     | 65 a 69 | 12    |
| 24    | 60 a 64 | 8     |
| 0     | 55 a 59 | 12    |
| 12    | 50 a 54 | 0     |
| 44    | 45 a 49 | 20    |
| 16    | 40 a 44 | 24    |
| 36    | 35 a 39 | 16    |
| 12    | 30 a 34 | 20    |
| 16    | 25 a 29 | 12    |
| 8     | 20 a 24 | 16    |
| 8     | 15 a 19 | 24    |
| 20    | 10 a 14 | 24    |
| 36    | 5 a 9   | 12    |
| 12    | 0 a 4   | 20    |

## Economia
El 2007 la població en edat de treballar era de 531 persones, 415 eren actives i 116 eren inactives. De les 415 persones actives 388 estaven ocupades (214 homes i 174 dones) i 27 estaven aturades (6 homes i 21 dones). De les 116 persones inactives 30 estaven jubilades, 42 estaven estudiant i 44 estaven classificades com a «altres inactius».

### Ingressos
El 2009 a Saint-Nizier-le-Désert hi havia 321 unitats fiscals que integraven 915 persones, la mediana anual d'ingressos fiscals per persona era de 17.576 €.

### Activitats econòmiques
Dels 25 establiments que hi havia el 2007, 3 eren d'empreses de fabricació d'altres productes industrials, 8 d'empreses de construcció, 4 d'empreses de comerç i reparació d'automòbils, 3 d'empreses d'hostatgeria i restauració, 5 d'empreses de serveis, 1 d'una entitat de l'administració pública i 1 d'una empresa classificada com a «altres activitats de serveis».
Dels 9 establiments de servei als particulars que hi havia el 2009, 1 era un taller de reparació d'automòbils i de material agrícola, 1 paleta, 4 guixaires pintors, 2 fusteries i 1 lampisteria.
L'únic establiment comercial que hi havia el 2009 era una botiga de menys de 120 m².
L'any 2000 a Saint-Nizier-le-Désert hi havia 21 explotacions agrícoles que ocupaven un total de 1.275 hectàrees.

## Equipaments sanitaris i escolars
El 2009 hi havia una escola maternal integrada dins d'un grup escolar amb les comunes properes formant una escola dispersa.

## Poblacions més properes
El següent diagrama mostra les poblacions més properes.